# Kugelgraphit
Kugelgraphit ist eine geometrische Auftretensform von Graphit. Er wird in verschiedenen wirtschaftlichen Anwendungen eingesetzt.

## Kugelgraphit als Kolloidbeimischung
Kugelgraphit wird mit Korngrößen von 1 bis 10 µm z. B. in Schmierölen zur Herabsetzung der Reibwerte eingesetzt. Durch die schichtförmige Kristallstruktur des Graphits können die Partikel in sich abgleiten, was zu einem schmierenden Effekt führt.
Durch die Beimengung entsteht ein kolloidales Präparat. Dabei schweben die feinen Kugelgraphitpartikel in der Emulsion und werden durch die Brownsche Bewegung am Absetzen gehindert. Mit gleichem Ziel werden auch MoS2 (Molybdändisulfid) und PTFE (Teflon) eingesetzt.

## Kugelgraphit in Gusseisen
In „Gusseisen mit Kugelgraphit“ ist Kugelgraphit eine Ausscheidungsform des Kohlenstoffs in der Eisenmatrix. Dadurch erhält der Werkstoff eine sehr gute Duktilität, die deutlich über dem Wert von Gusseisen mit lamellarem Graphit liegt.
Das Einsatzgebiet sind Eisen, die pulsierender und dynamischer Beanspruchung unterliegen. Diese Gusseisenwerkstoffe sind in unterschiedlichen Festigkeitsklassen erhältlich.